# Blazers de Syracuse
Les Blazers de Syracuse sont une équipe de hockey sur glace qui a évolué dans l'Eastern Hockey League de 1967 à 1973 puis dans la North American Hockey League de 1973 à 1977.

Logo du club dans l'EHL

Les Blazers remportent la dernière saison de l'Eastern Hockey League qui est scindée en 1973 en deux nouvelles ligues : la Southern Hockey League et la North American Hockey League que les Blazers rejoignent et dont ils remportent la saison inaugurale. Ils remportent à nouveau le titre en 1977 avant de cesser leurs activités, en même temps que la ligue, avant le début de la saison suivante.

## Résultats par saison
Au cours de leurs dix années d'existence, les Blazers ont remporté trois championnats : un dans l'ECHL et deux dans la NAHL,.
| Saison  | Ligue | PJ | V  | D  | N  | Pts | % V    | BP  | BC  | Entraîneur(s)                                                                           | Séries éliminatoires |
| ------- | ----- | -- | -- | -- | -- | --- | ------ | --- | --- | --------------------------------------------------------------------------------------- | -------------------- |
| 1967-68 | EHL   | 72 | 12 | 57 | 3  | 27  | 18,8 % | 277 | 583 | Harry Pidhirny Dave Cusson Wayne Caufield Carlo Longarini et Ray Adduono Clobie Collins | -                    |
| 1968-69 | EHL   | 72 | 9  | 59 | 4  | 22  | 15,3 % | 178 | 401 | Ray Crew                                                                                | -                    |
| 1969-70 | EHL   | 74 | 23 | 37 | 14 | 60  | 40,5 % | 292 | 350 | Ray Crew                                                                                | Défaite en 1re ronde |
| 1970-71 | EHL   | 74 | 36 | 30 | 8  | 80  | 54,1 % | 302 | 284 | Phil Watson                                                                             | Défaite en 1re ronde |
| 1971-72 | EHL   | 75 | 38 | 27 | 10 | 86  | 57,3 % | 340 | 276 | Ron Ingram                                                                              | Défaite en 2e ronde  |
| 1972-73 | EHL   | 76 | 63 | 9  | 4  | 130 | 85,5 % | 453 | 190 | Ron Ingram                                                                              | Vainqueurs           |
| 1973-74 | NAHL  | 74 | 54 | 16 | 4  | 112 | 75,7 % | 359 | 219 | Ron Ingram                                                                              | Vainqueurs           |
| 1974-75 | NAHL  | 74 | 46 | 25 | 3  | 95  | 64,2 % | 345 | 232 | Garry Peters                                                                            | Défaite en 2e ronde  |
| 1975-76 | NAHL  | 74 | 38 | 33 | 3  | 79  | 53,4 % | 284 | 278 | Dan Belisle                                                                             | Défaite en 2e ronde  |
| 1976-77 | NAHL  | 73 | 48 | 22 | 3  | 99  | 67,8 % | 372 | 261 | Dan Belisle                                                                             | Vainqueurs           |